# Isla Côn Sơn
Isla Côn Sơn (en vietnamita: Côn Sơn; antes en francés: île de Poulo Condor) es la mayor isla del archipiélago de Côn Đảo, frente a las costas del sur de Vietnam. La isla es también llamada por su nombre en malayo Poulo Condor, este nombre es muy conocido desde la época de la Indochina francesa.
En 1861, el gobierno colonial francés estableció una prisión en la isla para custodiar a los presos políticos. En 1954, fue entregado al gobierno de Vietnam del Sur, que continuó utilizándolo para la misma finalidad. Prisioneros notables en Côn Sơn en la década de 1930 incluyeron a personajes como Phạm Văn Đồng y Lê Ðức Thọ. No muy lejos de la prisión esta el cementerio Hang Duong, donde algunos de los prisioneros fueron enterrados.